# Undinella simplex
Undinella simplex is een eenoogkreeftjessoort uit de familie van de Tharybidae. De wetenschappelijke naam van de soort is voor het eerst geldig gepubliceerd in 1906 door Wolfenden.